# Realo
Ein Realo ist ein Vertreter von sogenannten realpolitischen Positionen innerhalb der deutschen Partei Bündnis 90/Die Grünen und ihrer Fraktionen auf kommunaler, Landes- und Bundesebene. Weibliche Realos werden gelegentlich als Realas bezeichnet.
Der Begriff wurde ursprünglich abgeleitet von dem Arbeitskreis Realpolitik, der 1981 in Frankfurt von Joschka Fischer, Daniel Cohn-Bendit und anderen Wortführern der Sponti-Szene und Autoren des regionalen Stadtmagazins Pflasterstrand initiiert wurde und bezeichnet die Haltung, als Linke im „System“ zu agieren und ggf. auch Regierungsverantwortung zu übernehmen.
Als wöchentlich angebotenes offenes Forum traf sich der Arbeitskreis Realpolitik in den Redaktionsräumlichkeiten des Pflasterstrands. Der Arbeitskreis Realpolitik verstand sich Anfang 1981/1982 als ausdrücklich außerparteilicher Gegenpol zur inhaltlichen Ausrichtung der Grünen.
Insbesondere meinungsführende Parteimitglieder des Frankfurter Kreisverbands der Grünen, unter anderem Jutta Ditfurth und ihre Anhänger wurden im Gegensatz zu den Realos als Fundis, Öko-Fundamentalisten oder öko-sozialistische Fundamentalisten bezeichnet.

## Geschichte und innerparteiliche Konflikte
Die Auseinandersetzung mit den innerparteilichen Gegnern wurde von den Frankfurter Realos 1981–1983 im Wesentlichen im Pflasterstrand geführt, dessen verantwortlicher Herausgeber Daniel Cohn-Bendit war. Als deren Schärfe zunahm und als nach der Landtagswahl in Hessen im September 1983 die Grünen ein Machtfaktor wurden, weil Ministerpräsident Holger Börner seine Minderheitsregierung (Kabinett Börner III) nur mit Tolerierung der Grünen führen konnte, rezipierten Spiegel, Frankfurter Rundschau und anderen Publikationen diese Auseinandersetzung und machten den Begriff Realo bundesweit bekannt.
Die Auseinandersetzung wurde anfangs von den Realos außerhalb der Partei geführt; keiner der Realo-Wortführer kandidierte 1981–1982 für ein Amt im grünen Kreisverband Frankfurt. Joschka Fischer und Daniel Cohn-Bendit lehnten einen Beitritt zur grünen Partei bis zur zweiten Hälfte 1982 ausdrücklich mit dem Hinweis auf die sogenannten Fundi-Positionen im Frankfurter Kreisverband ab.
Mit den beachtlichen regionalen Wahlerfolgen der Grünen in Frankfurt und in Hessen veränderte sich die Ausrichtung der Realos, wurde der Eintritt in die Grüne Partei empfohlen. Joschka Fischer erklärte im Herbst 1982 auf einem Treffen des Arbeitskreises Realpolitik ausdrücklich, seinen Eintritt in Die Grünen mit der Kandidatur für einen Bundestagslistenplatz zu verbinden.
Innerhalb weniger Wochen erfuhr der Frankfurter Kreisverband der Grünen anschließend eine Beitrittswelle von neuen Mitgliedern, die auf den Kreisverbandsitzungen im Herbst 1982 Joschka Fischer im Frankfurter Pferdestall auf einen aussichtsreichen Platz für die Bundestagskandidatenliste 1983 wählten.
Dieses Vorgehen wurde von den Fundis und anderen Mitgliedern der Partei als Verrat an den urgrünen Positionen angeprangert; es widersprach ihrem Verständnis einer zuvor stattfindenden innerparteilichen Auseinandersetzung um grüne Inhalte.
Mit dem Einzug von Joschka Fischer als Abgeordneter in den Bundestag wurde der bekannteste Vertreter von Realo-Positionen in der Bundespartei verankert. Weitere in der Öffentlichkeit wahrgenommene Realos waren seit 1983 maßgeblich Otto Schily, Waltraud Schoppe, Hubert Kleinert und in Baden-Württemberg Rezzo Schlauch.
In den weiteren Jahren wurden die Grünen auf der Bundesebene von Flügelkämpfen zwischen Realo- und Fundilager tief gespalten; die Mehrheit der aus unterschiedlichen Wurzeln stammenden Parteimitglieder und die grünen Wähler verfolgten die Auseinandersetzungen oftmals ratlos bzw. verständnislos.
Die Kämpfe wurden mit großer Leidenschaft und einem ausgeprägten Machtwillen geführt und hatten eine gewisse Eigendynamik.
Der Parteitag tagte relativ selten; auf Bundesebene fand der Realo-Fundi-Flügelkampf zwischen dem Fraktionsvorstand und dem Parteivorstand fast permanent statt.
Die Grünen waren spätestens 1987 derart in Realo- und Fundilager (sowie eine bei Abstimmungen ausschlaggebende heterogene Gruppe von Unabhängigen) zerstritten, dass sich kein Lager viel von einer inhaltlichen, flügelübergreifenden Arbeit mit dem Bemühen um gemeinsame Positionen versprach.
Die frühere Arbeit in themenorientierten Arbeitskreisen wich in der zweiten Legislaturperiode ab 1987 zunehmend einer Rivalität von individuell agierenden Abgeordnetenbüros beider Lager, die mit einem Stab von drei Mitarbeitern pro Abgeordneten leistungsstark genug waren, um die Position der jeweils eigenen Abgeordneten medienwirksam zu formulieren und in die Fraktion und darüber hinaus in die Partei selber einzuarbeiten.
Ein in sich geschlossenes, einheitlich auftretendes Realolager war ab etwa 1987 zunehmend nicht mehr wahrnehmbar. Die Realos wurden differenziert in drei verschiedene Lager, deren inhaltliche Unterschiede von einer Position der unbedingten Zusammenarbeit mit der SPD über die Position, die Grünen zu einer „Partei der Mitte“ zu machen, losgelöst von einem Standpunkt links der SPD bis hin zu der Position reichten, ohne programmatische Vorgaben eine Politik der jeweils situations- oder mehrheitsbedingt besten aller möglichen Entscheidungen zu gestalten, bevorzugt mit der SPD, aber nicht zwingend.
Bei der Bundestagswahl im Dezember 1990 – es war die erste gesamtdeutsche Wahl – schieden die Grünen im Gebiet der alten Bundesländer aus dem Bundestag aus, was die mediale Aufmerksamkeit stärker auf die Landesgrünen bzw. von den Grünen weg verlagerte. Gleichzeitig verließen viele Fundi-Mitglieder die Grünen, sodass der Realo-Fundi-Streit nicht mehr so stark in der Öffentlichkeit stattfand. Nach der Vereinigung mit den ostdeutschen Grünen bzw. dem Bündnis 90 und seinen Abgeordneten und dem Wiedereinzug 1994 gab es kaum noch dezidierte Fundi-Mitglieder in den führenden Positionen der Partei. Das Wegbrechen dieses Flügels machte es fortan schwer, noch von einer einflussreichen Parteilinken zu sprechen. Hans-Christian Ströbele zählte mit seinen abweichenden Positionen gerade in der Außenpolitik seit dem Kosovo-Krieg zu den wenigen bekannten Grünen aus der Anfangszeit, die gelegentlich Fundi-Positionen vertreten haben.
2011 fand der spektakuläre Erfolg der baden-württembergischen Grünen bei der Landtagswahl im März 2011 – sie war geprägt von der Nuklearkatastrophe von Fukushima und dem Thema Stuttgart 21 – deutschlandweite Aufmerksamkeit. In der Folge bildete sich die erste grün-rote Landesregierung (Kabinett Kretschmann I). Winfried Kretschmann gilt seit den 2010er-Jahren als führende Figur des Realo-Flügels der Grünen. Zudem gilt der gesamte Landesverband Bündnis 90/Die Grünen Baden-Württemberg als maßgeblich von Realos geprägt. Neben Kretschmann gelten auch Danyal Bayaz und Cem Özdemir als prominente baden-württembergische Vertreter der Realos.
Im Oktober 2012 wurde Fritz Kuhn zum ersten grünen Oberbürgermeister von Stuttgart gewählt. Die Süddeutsche Zeitung sah darin das Ergebnis eines über dreißigjährigen Prozesses der Eroberung des bürgerlichen Lagers durch die Grünen.
Im Oktober 2016 wurde von den Medien der parteiinterne Wettbewerb um die Spitzenkandidaturen zur Bundestagswahl 2017 von einigen Medien als Wiederaufflammen der Auseinandersetzung zwischen Realos und Fundis thematisiert.

## Vert-Realos
Im November 2020 gründete sich die Gruppe Vert-Realos, die sich als selbst als „entschiedene Realpolitiker innerhalb des Realoflügels von Bündnis 90/Die Grünen“ versteht. Diese Gruppe veröffentlichte seither einige Manifeste, die sie öffentlich zur Diskussion stellten.
Im März 2021 veröffentlichten sie ihr Positionspapier „Wider den identitären Fundamentalismus - Das Überziehen des Richtigen kann zum Falschen führen“ gegen die Auswüchse der sog. Wokeness.
Im Februar 2023 veröffentlichten sie ein siebenseitiges Memorandum „Memorandum für eine andere Migrationspolitik in Deutschland“. Prominente Erstunterzeichner waren u. a. Uschi Eid, Ewald Groth, Rebecca Harms, Boris Palmer, Rezzo Schlauch, Jens Marco Scherf und Helga Trüpel. Im Memorandum werden die bisherigen Maßnahmen der Migrationspolitik als nicht ausreichend bezeichnet. Die deutsche Gesellschaft sei auf die Migration im Grunde nicht vorbereitet. Statt weiterer „erfolgloser Flüchtlingsgipfel“ sei ein Sofortprogramm nötig, dessen Ausarbeitung im europaweiten Kontext auch die verschiedenen Gegebenheiten in anderen EU-Nationen einbeziehen sollte. Anders als bisher sollen neu ins Land gekommene Migranten über die „grundlegenden Werte“ aufgeklärt werden, wobei Staat, Politik und Gesellschaft diese vermitteln, einfordern und durchsetzen sollen. Außerdem sollten Migranten in „Asylbewerber, Kriegs- und Katastrophenflüchtlinge und Menschen, die ein vor allem wirtschaftlich besseres Leben suchen“ unterschieden werden, um mit „unterschiedlichen Wege und Instrumenten“ [...] „sowohl den Migrantinnen und Migranten, als auch unserer Verantwortung für unser Land und Europa gerecht zu werden.“
Getroffene Feststellungen zur kritisierten Ist-Situation sind unter anderem, dass die „deutschen Strukturen an ihrer Belastungsgrenze“ seien, es kein klares Integrationskonzept gäbe, und die Migranten mit ihren mitgebrachten Traditionen und Bräuchen sowohl eine Bereicherung wie auch eine Belastung seien. Das Memorandum stellt zehn „Maßnahmen zur Steuerung“ vor, die so differenziert in grünen Parteiprogrammen nicht zu finden sind und als eine grundsätzliche Infragestellung nicht nur der bisherigen grünen, sondern darüber hinausgehend auch der deutschen Migrationspolitik positioniert werden.
Das Memorandum wurde am 17. Februar 2023 erstmals bei Spiegel Online mit bundesweiter Beachtung vorgestellt und fand in den folgenden Tagen Resonanz auf vielen bedeutenden Onlinepräsenzen deutscher Nachrichtenmedien. Auch in Bundesparteien wurde das Memorandum beachtet. So begrüßte der FDP-Generalsekretär Bijan Djir-Sarai die Forderungen der Vert Realos und schlug vor, einen neuen Kurs in der Migrations- und Integrationspolitik zu thematisieren.